# JTBC 뉴스룸
《JTBC 뉴스룸》은 JTBC에서 평일 2025년 기준의 저녁 6시 30분, 주말 저녁 8시 10분에 방송 중인 메인 뉴스 프로그램이다.

## 역사
2011년 12월 1일부터 《JTBC 뉴스 10》, 《JTBC 주말뉴스》를 《JTBC 뉴스룸》으로 개편하여 시간대가 밤 8시로 편성 변경되었고 방송 분량이 100분으로 확대되었다.

## 앵커
- 주말 앵커가 휴가 시에는 기자나 다른 아나운서가 대리 진행한다.

### 평일
| 대수 | 진행자 | 진행자 | 진행 기간                          | 비고        |
| 대수 | 남성   | 여성   | 진행 기간                          | 비고        |
| ---- | ------ | ------ | ---------------------------------- | ----------- |
| 1대  | 전용우 | 차예린 | 2011년 12월 1일 ~ 2012년 12월 7일  |             |
| 2대  | 전용우 | 빈칸   | 2012년 12월 10일                   |             |
| 3대  | 전영기 | 황남희 | 2012년 12월 11일 ~ 2013년 9월 13일 |             |
| 4대  | 손석희 | 김소현 | 2013년 9월 16일 ~ 2015년 7월 10일  |             |
| 5대  | 손석희 | 한윤지 | 2015년 7월 13일 ~ 2016년 4월 14일  |             |
| 6대  | 손석희 | 안나경 | 2016년 4월 18일 ~ 2020년 1월 2일   | [ 1 ]       |
| 7대  | 서복현 | 안나경 | 2020년 1월 6일 ~ 2021년 6월 4일    |             |
| 8대  | 오대영 | 안나경 | 2021년 6월 7일 ~ 2022년 11월 11일  | [ 2 ] [ 3 ] |
| 9대  | 박성태 | 안나경 | 2022년 11월 14일 ~ 2023년 7월 14일 | [ 4 ]       |
| 10대 | 최재원 | 한민용 | 2023년 7월 17일 ~ 2025년 8월 1일   | [ 5 ]       |
| 11대 | 오대영 | 이수진 | 2025년 8월 4일 ~ 현재              |             |

### 주말
| 대수 | 진행자 | 진행자 | 진행 기간                          | 비고        |
| 대수 | 남성   | 여성   | 진행 기간                          | 비고        |
| ---- | ------ | ------ | ---------------------------------- | ----------- |
| 1대  | 이정헌 | 빈칸   | 2011년 12월 3일 ~ 2012년 4월 29일  |             |
| 2대  | 장성규 | 안착히 | 2012년 5월 5일 ~ 2012년 11월 18일  |             |
| 3대  | 안태훈 | 안착히 | 2012년 11월 24일 ~ 2014년 2월 2일  |             |
| 4대  | 빈칸   | 안착히 | 2014년 3월 30일                    |             |
| 5대  | 박성태 | 빈칸   | 2014년 4월 5일 ~ 2014년 9월 21일   |             |
| 6대  | 전진배 | 이지은 | 2014년 9월 27일 ~ 2014년 12월 28일 |             |
| 7대  | 전진배 | 안나경 | 2015년 1월 3일 ~ 2016년 4월 10일   |             |
| 8대  | 전진배 | 이지은 | 2016년 4월 15일 ~ 2017년 8월 13일  |             |
| 9대  | 김필규 | 이지은 | 2017년 8월 18일 ~ 2018년 7월 29일  |             |
| 10대 | 김필규 | 한민용 | 2018년 8월 3일 ~ 2020년 1월 5일    |             |
| 11대 | 빈칸   | 한민용 | 2020년 1월 10일 ~ 2022년 11월 13일 | [ 6 ] [ 7 ] |
| 12대 | 빈칸   | 강지영 | 2022년 11월 19일 ~ 2024년 3월 10일 | [ 8 ]       |
| 13대 | 빈칸   | 안나경 | 2024년 3월 16일 ~ 현재             |             |

## 구성
- 매일까지는 1부, 2부로 구성하여 85분 간, 토요일부터 일요일는 1부로 45분 간 구성하였다.
- 한국 메인 저녁 뉴스 사상 최초로 주요 뉴스를 전달하는 1부, 1부에서 다루었던 내용을 한 걸음 더 들어가 탐사 보도하는 2부로 나누어 85분으로 진행된다.
- 이후 2021년 6월 7일 뉴스 프로그램이 전면 개편되어 1부, 2부의 구분 방식을 벗어나 진행되었다.

### 평일
- 단도직입 (오대영)
- 탐사보도 '트리거' (무작위)
- 밀착카메라[9] (이상엽 기자, 이예원 기자, 이희령 기자)
- 팩트체크 (김혜미 팩트체크부장)
- 비하인드 뉴스 (이성대 선임기자)
- 스포츠뉴스 (이수빈 아나운서)
- 앵커 한마디 (오대영)
- 날씨 (이수진)
- 클로징 (오대영, 이수진)

평일 앵커가 휴가 시에는 기자나 다른 아나운서가 대리 진행한다.

### 주말
- 안나경의 인터뷰 (안나경)
- 뉴스브리핑 (안나경)
- 날씨 (안나경)
- 클로징 (안나경)

## 타이틀 변천사
| 기수 | 프로그램 타이틀                          | 방송 기간                         |
| ---- | ---------------------------------------- | --------------------------------- |
| 1기  | 매일 : JTBC 뉴스 10 주말 : JTBC 주말뉴스 | 2011년 12월 1일 ~ 2012년 11월 4일 |
| 2기  | 매일 : JTBC 뉴스 9 주말 : JTBC 주말뉴스  | 2012년 11월 5일 ~ 2014년 9월 21일 |
| 3기  | JTBC 뉴스룸                              | 2014년 9월 22일 ~ 현재            |

## 시보 광고
뉴스 시작 직전 송출되는 시보는 2011년 12월부터 현대자동차그룹인 현대자동차가 시보 광고에 자주 등장하였으며, 2023년 7월부터는 기아(KIA)가 그 자리를 이어가고 있다.
- 2025년 기아주식회사의 홍보물에는 자동차 차종이 아닌 싱어송라이터 우효(OOHYO)가 부른 《너를 부르고 있어》의 중간 가사가 삽입되었다.

## 관련 서적
JTBC 뉴스룸 2부 팩트 체크에서 방송된 주요 내용들을 정리해서 책으로 출간했다.
- 《팩트 체크 - 세상을 바로 읽는 진실의 힘》 - 2015년 11월 출간, JTBC 뉴스룸 팩트 체크 제작팀 저, 중앙북스, ISBN 9788927806981
- 《팩트 체크 - 정치.사회 편,세상을 바로 읽는 진실의 힘》 - 2016년 5월 출간, JTBC 뉴스룸 팩트 체크 제작팀 저, 중앙북스, ISBN 9788927807643
- 《팩트 체크 - 경제 상식편》 - 2016년 7월 출간, JTBC 뉴스룸 팩트 체크 제작팀 저, 중앙북스, ISBN 9788927807827
- 《탄핵, 헌법으로 체크하다》 - 2017년 3월 출간, 오대영, 임경빈, 배준, 오지현, 민소양 저, 반비, ISBN 9788983718334

## 같이 보기
- KBS 뉴스 9 (KBS 1TV)
- MBC 뉴스데스크 (MBC TV)
- SBS 8 뉴스 (SBS TV)
- MBN 뉴스7 (MBN)
- MBN 뉴스센터 (MBN)
- TV조선 뉴스 9 (TV조선)
- TV조선 뉴스 7 (TV조선)
- 뉴스A (채널A)
- YTN 뉴스NIGHT (YTN)
- 뉴스투나잇 (연합뉴스TV)